# Riđica

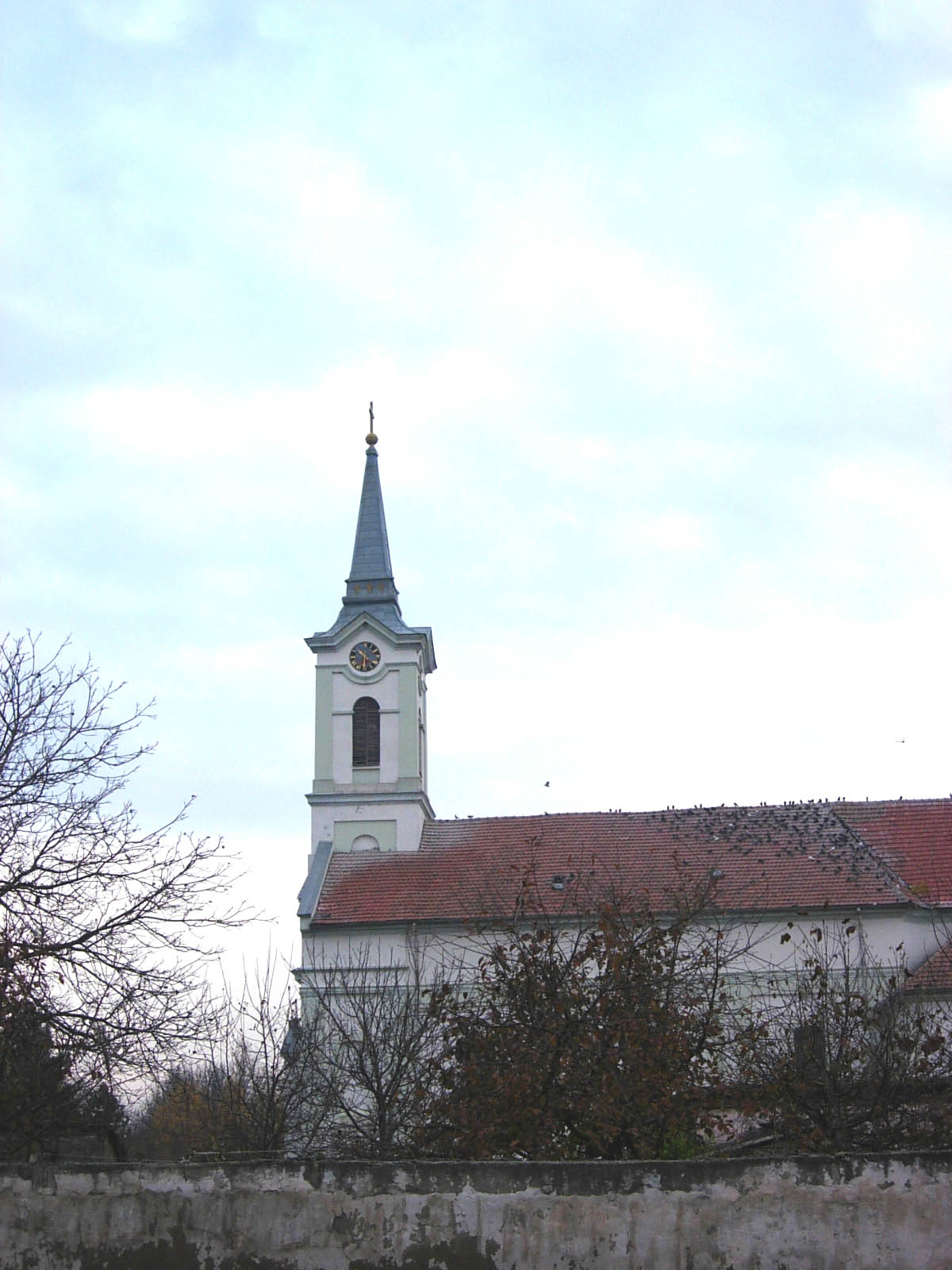
L'église catholique de l'Assomption-de-Notre-Seigneur-Jésus-Christ à Riđica

Riđica' (en serbe cyrillique : Риђица ; en hongrois : Regőce ; en allemand : Legin), est une localité de Serbie située dans la province autonome de Voïvodine et sur le territoire de la ville de Sombor, district de Bačka occidentale. Au recensement de 2011, elle comptait 2 017 habitants.
Riđica est officiellement classée parmi les villages de Serbie.

## Histoire
Dans la région de Riđica, les archéologues ont mis au jour les vestiges d'un fort datant de l'époque des Celtes. En revanche, le village est mentionné pour la première fois en 1535 ; il appartient alors à une certaine Katarina Orlović. Pendant la période ottomane (XVIe et XVIIe siècles), Riđica était habitée par des Serbes. Pendant la autrichienne, des Hongrois, des Slovaques et des Allemands vinrent s'y installer. Les Slovaques furent progressivement magyarisés ; les Allemands quittèrent le village après la Seconde Guerre mondiale.

## Démographie

### Évolution historique de la population
| 1948  | 1953  | 1961  | 1971  | 1981  | 1991  | 2002  | 2011  |
| ----- | ----- | ----- | ----- | ----- | ----- | ----- | ----- |
| 4 195 | 4 317 | 4 291 | 3 663 | 3 186 | 2 806 | 2 590 | 2 017 |

|  |

## Sport
Riđica possède un club de volley-ball, Dalmatinac, et un club de football, le FK Graničar.